# 大土御祖神社
大土御祖神社（おおつちみおやじんじゃ）は、伊勢神宮皇大神宮（内宮）の摂社。本項目では、大土御祖神社と同座する、内宮末社の宇治乃奴鬼神社（うじのぬきじんじゃ）についても記述する。
2社とも倭姫命の定めた神社である。

## 概要
三重県伊勢市楠部町字尾崎2132、五十鈴橋のそばに鎮座する。社地の北側を五十鈴川が流れている。大土御祖神社の参道をさらに奥へ進むと内宮摂末社の国津御祖神社・葦立弖神社が鎮座する。
社地は「茶屋の森」と呼ばれ、1933年（昭和8年）の調査では「茶屋の森さん」の転訛した「茶屋ノモンサン」と呼ばれていたという。社地の入り口とその前を通る道路の間には、幅約1.5mほどの溝がある。
2社は同座しており、社殿は1つである。神明造板葺の社殿は南の方角を向いており、一重の玉垣に囲まれている。賽銭箱は置かれていない。社地の面積は370.87坪（≒1,226m2）。『皇大神宮儀式帳』によれば、平安時代の社地はこの7倍ほどの面積であったとされる。

## 大土御祖神社
大土御祖神社は、内宮の摂社27社のうち第10位である。摂社の中で比較的上位に位置するが、これは神宮神田との関わりが深い神社であることが要因であると推察される。
祭神は大国玉命（おおくにたまのみこと）・水佐々良比古命（みずささらひこのみこと）・水佐々良比賣命（みずささらひめのみこと）。3柱とも国生（くなり）の神の御子である。このうち、大国玉命は豊受大神宮（外宮）摂社の度会大国玉比賣神社にも祀られ、同社には漢字表記こそ異なるが、弥豆佐佐良比賣命（みずささらひめのみこと）も祀られている。大国玉命は土地の守護神、水佐々良比古命・水佐々良比賣命は水の神であるとされるが、弥豆佐々良比売命は『伊勢国風土記』逸文で伊勢国造の祖・天日別命の妻とされ、弥豆佐々良比古命は夫の天日別命と見られる。また弥豆佐々良比売命は伊勢津彦（武蔵国造等の祖）の娘とされ、比売の子・彦國見賀岐建與束命は度会国御神社の祭神とされる。『大神宮儀式解』では水佐々良比古命・水佐々良比賣命を夫婦神とする。古書でも祭神名は一致するが、『伊勢二所太神宮神名秘書』のみ水佐々良比古命を水佐々良彦命と記す。

## 宇治乃奴鬼神社

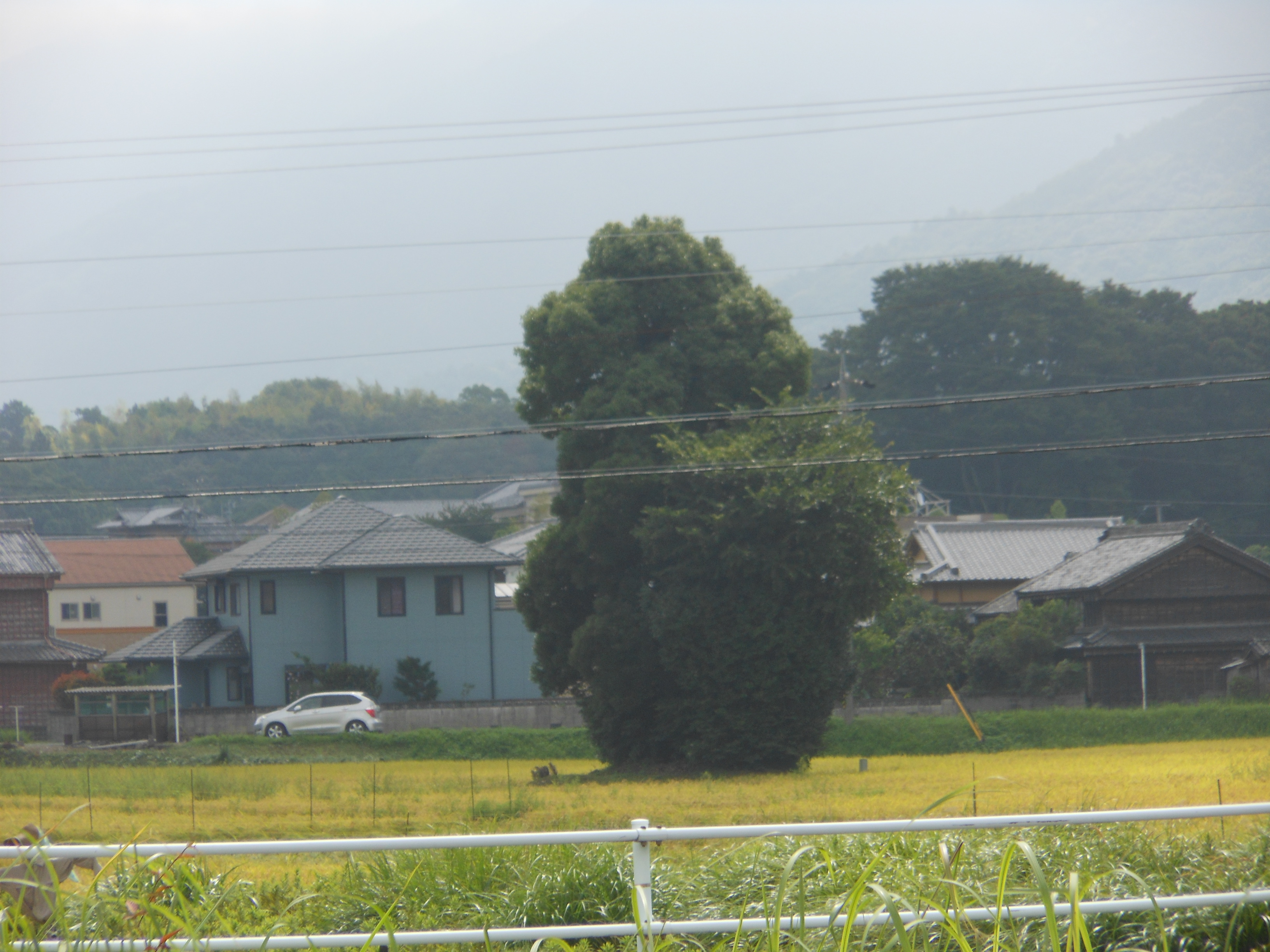
旧社地の「皇女の森」

宇治乃奴鬼神社は、内宮の末社16社のうち、第8位である。旧社地は国道23号と近鉄鳥羽線の立体交差する付近、「皇女の森」と呼ばれる水田の中にある小さな森であり、「宇治乃奴鬼神社跡」の標柱がある。
祭神は高水上命（たかみなかみのみこと）。大水上命（おおみなかみのみこと）の子であるとされ、灌漑用水の神であるという。宇治乃奴鬼神社と同じ内宮末社の石井神社でも同じ神を祀る。

## 歴史
伊勢神宮の摂社の定義より『延喜式神名帳』成立、すなわち延長5年（927年）以前に創建された。『皇大神宮儀式帳』にも記載があることから延暦23年（804年）以前から存在したことになる。
中世以後、祭祀が断絶し、寛文3年12月22日（グレゴリオ暦：1664年1月20日）に遷御（せんぎょ）の儀を行い再興された。『延暦儀式帳』および『倭姫命世記』に御刀田（＝神宮神田）と家田の堰（＝楠部町尾崎）の存在が記されていたことから、旧社地を特定するのは容易であったと見られる。寛文4年10月（グレゴリオ暦：1664年11月）に楠部村年寄が山田奉行所に提出した訴状によれば、当時10人の祝部が任官されていた。
社殿は1914年（大正3年）造り替えられた。45年後の1959年（昭和34年）7月に建て替えられ、1982年（昭和57年）9月に大修繕が施された。

## 祭祀
巡回祭典の形で祈年祭（2月）、月次祭（6月・12月）、神嘗祭（10月）、新嘗祭（11月）の際は社殿の前で祭祀が行われ、歳旦祭（1月）、元始祭（1月）、建国記念祭（2月11日）、風日祈祭（5月・8月）、天長祭（12月23日）は遥祀を催行する。
大土御祖神社のみの特殊神事として、「御田植祭」がある。元文4年（1739年）の『皇大神宮年中行事当時勤行次第』に記載のある祭儀であるが、古代の書物には見られない。明治4年（1871年）に一度中絶するが、大正時代末期に再興され、当時は楠部青年会・楠部処女会が奉仕したが、後に「楠部町神宮神田御田植初祭保存会」が結成され、奉仕するようになった。御田植初の終了後、社殿の前で青年らが「ホコリ」・「舟コギ」・「トウ舞」・「笛七折」などの踊り（田舞）を奉納する。

## 植物相
参道に大きなクスノキ（直径98cm）が茂る。ほかに幹の太い木は、スギ・カヤノキが挙げられる。
1977年（昭和52年）に行われた境内の立木調査によると、カヤノキ・マキ・スギ・ヒノキ・カシ・シイ・クスノキ・ヤブニッケイ・シロダモ・タブ・トベラ・モチノキ・ヤブツバキを主要樹種とし、計258本あった。

## 交通

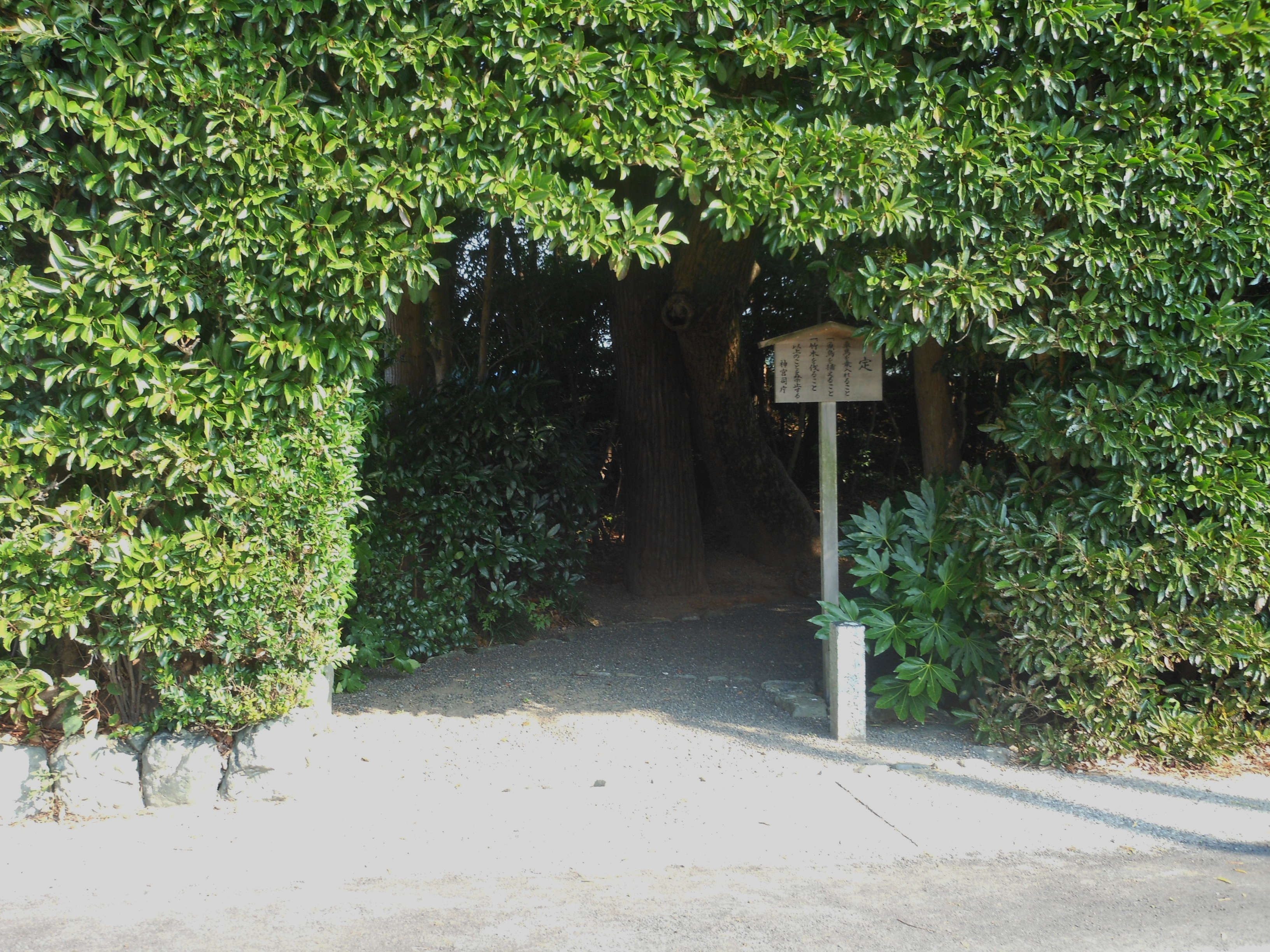
大土御祖神社・宇治乃奴鬼神社の入り口

大土御祖神社・宇治乃奴鬼神社の東には神宮神田が広がる。付近には伊勢市立四郷小学校、伊勢市役所四郷支所、櫲樟尾神社（くすおじんじゃ）がある。
- 近鉄鳥羽線五十鈴川駅より
  - 徒歩約13分（約1km[3]）。
  - 伊勢市コミュニティバス「おかげバス」乗車、「四郷小学校前」バス停下車、徒歩約1分（約150m）[3]。
- 伊勢自動車道伊勢ICより国道23号を南下、「楠部」交差点を左折、三重県道37号鳥羽松阪線を東へ約1分（約750m）。付近に駐車場はない。